# HabCat
Catalog of Nearby Habitable Systems (HabCat) je seznam hvězdných systémů, které by teoreticky mohly mít planety v zóně života. Seznam byl vytvořen vědeckými pracovníky Jill Tarterovou a Margaret Turnbullovou pod projektem Projekt Phoenix, jedním z projektů SETI.
Katalog vychází z katalogu Hipparcos, který obsahuje 118 218 hvězd. Vytříděním katalogu Hipparcos je v současné době[kdy?] v katalogu HabCat 17 129 hvězd.